# Cyril Kola
Cyril Kola (ur. 18 lipca 1927 w Radworze – niem. Radibor) – górnołużycki dramatopisarz, nowelista i krytyk literacki. W latach 1970 – 1991 redaktor naczelny miesięcznika kulturalno-literackiego „Rozhlad”. Debiutował opowiadaniem Róža (1961) – jego tytułową bohaterką jest Polka. Pisze utwory sceniczne, spośród których wyróżniają się: Kwas budźe (1962), Wopyt pola přiwuznych (1972), Chěžka na wsy na předań (1979). Cyril Kola tłumaczy także artykuły z innych języków słowiańskich dla gazety „Serbske Nowiny”.